# Top Model (Ba Lan mùa 9)
Mùa thứ chín của Top Model được dựa trên chương trình America’s Next Top Model của Tyra Banks, các thí sinh Ba Lan cạnh tranh với nhau trong một loạt các thử thách để xác định ai sẽ giành được danh hiệu Top Model Ba Lan tiếp theo.
Joanna Krupa cũng là giám khảo chính, và trở lại làm người dẫn chương trình mùa thứ chín. Các giám khảo khác bao gồm nhà thiết kế thời trang Dawid Woliński, đạo diễn chương trình thời trang Kasia Sokołowska và nhiếp ảnh gia Marcin Tyszka. Đây là mùa thứ sáu của chương trình có sự góp mặt của các thí sinh nam. Trong mùa này, các thí sinh phải đăng kí dự thi thông qua Internet vì đại dịch Covid-19 đã khiến cho các buổi sơ tuyển tại các thành phố bị hủy.
Giải thưởng của mùa này gồm một hợp đồng với Models Plus Management, lên ảnh bìa bìa tạp chí Glamour Ba Lan, và giải thưởng tiền mặt trị giá 100.000zł.
Điểm đến quốc tế cho mùa này là Athens.
Người chiến thắng trong cuộc thi là Mikołaj Śmieszek, 19 tuổi, đến từ Rabka-Zdrój.

## Các thí sinh
(Tuổi tính từ ngày dự thi)
| Thí sinh | Thí sinh                | Tuổi | Chiều cao               | Quê quán         | Bị loại ở | Hạng                   |
| -------- | ----------------------- | ---- | ----------------------- | ---------------- | --------- | ---------------------- |
|          | Wiktoria Chorążak       | 21   | 1,67 m (5 ft 5+1⁄2 in)  | Włocławek        | Tập 4     | 14                     |
|          | Dominik Bereżański      | 21   | 1,88 m (6 ft 2 in)      | Słupsk           | Tập 5     | 13                     |
|          | Agnieszka Skrzeczkowska | 30   | 1,71 m (5 ft 7+1⁄2 in)  | Warszawa         | Tập 6     | 12                     |
|          | Gracja Kalibabka        | 18   | 1,79 m (5 ft 10+1⁄2 in) | Dziwnów          | Tập 7     | 11                     |
|          | Łukasz Bogusławski      | 21   | 1,95 m (6 ft 5 in)      | Warszawa         | Tập 8     | 10                     |
|          | Karolina Płocka         | 18   | 1,68 m (5 ft 6 in)      | Nadolice Wielkie | Tập 10    | 9                      |
|          | Karolina Kuczyńska      | 26   | 1,76 m (5 ft 9+1⁄2 in)  | Łomża            | Tập 12    | 8–5                    |
|          | Maja Siwik              | 19   | 1,76 m (5 ft 9+1⁄2 in)  | Gryfów Śląski    | Tập 12    | 8–5                    |
|          | Mariusz Jakubowski      | 25   | 1,91 m (6 ft 3 in)      | Gdynia           | Tập 12    | 8–5                    |
|          | Ernest Morawski         | 20   | 1,85 m (6 ft 1 in)      | Trzcińsko-Zdrój  | Tập 12    | 8–5                    |
|          | Dominic D'Angelica      | 30   | 1,88 m (6 ft 2 in)      | Berlin, Đức      | Tập 13    | 4 (tước quyền thi đấu) |
|          | Weronika Kaniewska      | 19   | 1,77 m (5 ft 9+1⁄2 in)  | Kobylarnia       | Tập 13    | 3                      |
|          | Patrycja Sobolewska     | 23   | 1,71 m (5 ft 7+1⁄2 in)  | Gąsawa           | Tập 13    | 2                      |
|          | Mikołaj Śmieszek        | 19   | 1,87 m (6 ft 1+1⁄2 in)  | Rabka-Zdrój      | Tập 13    | 1                      |

## Thứ tự gọi tên
| Thứ tự | Tập         | Tập         | Tập         | Tập         | Tập         | Tập         | Tập          | Tập                 | Tập                     | Tập                      | Tập      | Tập      | Tập      | Tập |
| Thứ tự | 3           | 4           | 5           | 6           | 7           | 8           | 9            | 10                  | 11                      | 12                       | 12       | 13       | 13       |     |
| ------ | ----------- | ----------- | ----------- | ----------- | ----------- | ----------- | ------------ | ------------------- | ----------------------- | ------------------------ | -------- | -------- | -------- | --- |
| 1      | Gracja      | Ernest      | Patrycja    | Mikołaj     | Dominic     | Mariusz     | Maja Mikołaj | Mikołaj             | Mikołaj                 | Mikołaj                  | Patrycja | Mikołaj  | Mikołaj  |     |
| 2      | Karolina K. | Weronika    | Maja        | Maja        | Mikołaj     | Dominic     | Maja Mikołaj | Maja                | Maja                    | Weronika                 | Dominic  | Patrycja | Patrycja |     |
| 3      | Dominik     | Mikołaj     | Dominic     | Mariusz     | Maja        | Patrycja    | Weronika     | Dominic             | Mariusz                 | Karolina K. Maja Mariusz | Ernest   | Weronika |          |     |
| 4      | Łukasz      | Patrycja    | Karolina K. | Karolina K. | Weronika    | Mikołaj     | Karolina P.  | Patrycja            | Karolina K. Weronika    | Karolina K. Maja Mariusz |          | Dominic  |          |     |
| 5      | Karolina P. | Agnieszka   | Ernest      | Ernest      | Mariusz     | Weronika    | Mariusz      | Weronika            | Karolina K. Weronika    | Karolina K. Maja Mariusz |          |          |          |     |
| 6      | Wiktoria    | Dominik     | Weronika    | Dominic     | Karolina P. | Karolina K. | Ernest       | Ernest              | Dominic Ernest Patrycja |                          |          |          |          |     |
| 7      | Dominic     | Dominic     | Karolina P. | Patrycja    | Ernest      | Ernest      | Dominic      | Karolina P. Mariusz | Dominic Ernest Patrycja |                          |          |          |          |     |
| 8      | Patrycja    | Karolina K. | Mikołaj     | Weronika    | Patrycja    | Maja        | Patrycja     | Karolina P. Mariusz | Dominic Ernest Patrycja |                          |          |          |          |     |
| 9      | Agnieszka   | Łukasz      | Gracja      | Gracja      | Karolina K. | Karolina P. | Karolina K.  |                     |                         |                          |          |          |          |     |
| 10     | Mariusz     | Karolina P. | Łukasz      | Karolina P. | Łukasz      | Łukasz      |              |                     |                         |                          |          |          |          |     |
| 11     | Mikołaj     | Mariusz     | Agnieszka   | Łukasz      | Gracja      |             |              |                     |                         |                          |          |          |          |     |
| 12     | Ernest      | Maja        | Mariusz     | Agnieszka   |             |             |              |                     |                         |                          |          |          |          |     |
| 13     | Maja        | Gracja      | Dominik     |             |             |             |              |                     |                         |                          |          |          |          |     |
| 14     |             | Wiktoria    |             |             |             |             |              |                     |                         |                          |          |          |          |     |

     Thí sinh được miễn loại
     Thí sinh bị loại
     Thí sinh ban đầu bị loại nhưng được cứu
     Thí sinh phải rút lui vì lý do y tế
     Thí sinh không bị loại khi rơi vào cuối bảng
     Thí sinh bị loại ngoài ban giám khảo
     Thí sinh bị tước quyền thi đấu
     Thí sinh chiến thắng cuộc thi
1. ↑  Trong tập 1, 2 và 3 là các tập casting. Trong tập 3, nhóm thí sinh bán kết đã giảm xuống còn 13 thí sinh cuối cùng bước tiếp vào phần thi chính.
2. ↑  Weronika giành được tấm vé vàng từ ban giám khảo trong tập 2 nên cô được tiến thẳng vào ngôi nhà chung.
3. ↑  Trong tập 9, Patrycja ban đầu bị loại cùng với Karolina K. nhưng được cố vấn Michał Piróg cứu cô trở lại cuộc thi.
4. ↑  Trong tập 11, Dominic, Ernest và Patrycja bị cấm đi đến Hy Lạp cùng với các thí sinh còn lại khác do dương tính COVID-19, vì vậy Karolina K. và Mariusz được quay trở lại cuộc thi với tư cách là thí sinh thay thế. Người dẫn chương trình Joanna Krupa thông báo rằng họ vẫn sẽ có cơ hội trở lại cuộc thi cho đêm chung kết.
5. ↑  Trong tập 12, sau buổi loại trừ ở Hy Lạp thì một thử thách và buổi loại trừ riêng biệt khác được diễn ra tại Ba Lan với ba thí sinh không thể đi nước ngoài. Kết quả là Dominic và Patrycja được chọn cho đêm chung kết, trong khi Ernest bị loại.
6. ↑  Dominic bị tước quyền thi đấu trước đêm chung kết trực tiếp ở tập 13 sau khi các nhà sản xuất của chương trình biết được anh từng có tiền án.

### Buổi chụp hình
- Tập 3: Tạo dáng theo nhóm trong nhiều chủ đề khác nhau (casting)
- Tập 4: Avant-garde trong siêu thị
- Tập 5: Bức tượng khỏa thân
- Tập 6: Tạo dáng trên không trong trang phục khổng lồ
- Tập 7: Video thời trang: Người mẫu tập thể hình
- Tập 8: Tạo dáng bên gia đình
- Tập 9: Video thời trang: Lãng mạn dưới nước
- Tập 10: Tạo dáng lại trước những bức họa nổi tiếng cho tạp chí Vogue
- Tập 11: Thủy thủ trên du thuyền
- Tập 12: Hoàng hôn trên bãi biển; Trên đường phố ở đảo Ydra
- Tập 13: Ảnh bìa tạp chí Glamour ở núi Bieszczady; Ảnh quảng cáo cho trang sức APART trong hộp đêm